# Rudolf Dittrich (Sänger)
Rudolf Dittrich (* 12. Februar 1903 in Prositz, heute Ortsteil von Stauchitz; † 1990 in Dresden-Bühlau) war ein deutscher Kammersänger.

## Leben
Der in der Gegend von Riesa in eine Bauernfamilie hineingeborene und mit harter Landarbeit in Coschütz bei Dresden aufgewachsene Rudolf Dittrich soll bereits früh sein musikalisches Talent haben erkennen lassen. 1916, also bereits als 13-Jähriger, trat er auf Geheiß des Vaters in das Lehrerseminar Dresden-Plauen ein. 1923 legte er seine Prüfung erfolgreich ab und fand eine Anstellung im Schuldienst. Die für ihre musikalische Prägung gerühmte Ausbildungsstätte sowie Besuche in der Dresdner Semperoper, vor allem der Aufführungen von Smetanas Verkaufter Braut mit Richard Tauber, verstärkten seine Lust aufs Singen, weshalb er seine Stimme mithilfe des tschechischen Baritons Hans Pokorny perfektionierte.
An Silvester 1928 sang er dem Heldentenor der Staatsoper Dresden, Kurt Taucher (auch: Curt Taucher), vor. Sichtlich beeindruckt arrangierte dieser ein Vorsingen bei Generalmusikdirektor Fritz Busch. Vorbereitet hatte er dafür die Cavatine aus Faust. Busch, der schon im Frack war, weil er gleich traditionell die „Palmsonntags-Neunte“ dirigieren sollte (in der Dittrich später selbst für den Tenorpart zuständig sein würde), gebot ihm rasch Einhalt, weil ihn die ersten Töne schon überzeugten, er ließ sich seinen Eindruck lediglich noch durch Anstimmen des Hohen C bestätigen.
Mitten in der Spielzeit 1928/29, nämlich im März 1929, griff der Quereinsteiger ins Operngeschehen ein, trotz der erst ab dem 1. April einsetzenden Gehaltszahlung. Aus dem im geschlossenen Klassenzimmer arbeitenden Pädagogen wurde somit über die Zwischenstation des lyrischen Tenors ein Heldentenor auf der weiten Bühne der Staatsoper Dresden, die mit einem Ensemble von Welt-Reputation, bestehend aus Marta Fuchs, Friedrich Plaschke, Ivar Andresen, Kurt Böhme, Paul Schöffler, Max Lorenz, Erna Berger und nun auch Rudolf Dittrich, aufwarten konnte. Er begann mit kleinen Partien wie dem Ersten Gefangenen im Fidelio (1929) und stieß über den Max im Freischütz (1930) und Don José in Carmen zu den großen Partien des jugendlichen Heldenfachs vor. Später bekam er die großen Partien der Wagner-Opern anvertraut, so zur Osterzeit 1932 erstmals Parsifal. Zeitgenössische Opern lagen ihm ebenso am Herzen wie die unvergänglichen Klassiker. Er sang in Maschinist Hopkins, in Münchhausen und 1940 in Heinrich Sutermeisters Romeo und Julia an der Seite von Maria Cebotari und unter der Regie von Karl Böhm. Sein Lieblingsstück blieb trotz allem das Tenorsolo in Beethovens Neunter Sinfonie. Oft gab er es außerhalb Dresdens unter berühmten Dirigenten wie Furtwängler, Knappertsbusch, Clemens Krauss und Willem Mengelberg zum Besten. Eine besondere Adelung erfuhr er bereits im Einstiegsjahr 1929 durch Richard Strauss, der ihn für seine Aufführungen der eigenen Werke Salome und Die ägyptische Helena auserwählt hatte. Gastspiele gab Dittrich in Berlin, Hamburg, Wien, München, Barcelona und Genf, um nur die berühmtesten Opernstädte zu nennen.
In den 1940er Jahren führte die Überdosierung eines Medikamentes zu einer Schädigung der Stimmbänder, infolge derer er langsam Abschied von der Opernbühne nehmen musste.  1948 sang er nur noch den Narraboth in der Salome-Aufführung in der notdürftigen Kulturscheune Bühlau und den Tamino in der ersten Mozart-Inszenierung im neugeschaffenen Kleinen Haus. Bis dahin belief sich sein Repertoire auf insgesamt 76 Partien. Generalintendant Martin Hellberg setzte den verhinderten Opernstar 1949 als Vortragsmeister, Gesangstrainer und Opernreferenten ein, seine Spezialisierung auf die Nachwuchsförderung ab 1954 verdankt er Generalmusikdirektor Franz Konwitschny und Operndirektor Alfred Eichhorn. Mitte der 1950er Jahre wurde er auch Studienleiter.
Seine Treue zur Heimatstadt äußerte sich auch darin, dass er statt Berufungen nach Wien oder München zu folgen lieber die Arbeiteroper Sachsenwerk Dresden-Niedersedlitz mitbegründete und ihr als Berater zur Seite stand. Im hohen Alter noch ließ  sich der 1967 zum Ehrenmitglied der Dresdner Staatsoper Ernannte keine Premiere entgehen, und wenn er über das bloße Interesse hinaus etwas zu bemängeln oder vorzuschlagen hatte, fand er stets dankbare offene Ohren.
Dankbar für ihre gute Ausbildung waren Theo Adam (sein Schüler von 1946 bis 1949), mit dem ihn anschließend eine Freundschaft verband, Gerhard Stolze, Gisela Schröter, Marianne Fischer-Kupfer, Hajo Müller, Wilfried Krug, Nelly Ailakowa und viele andere. Auch die Stadt Dresden erwies sich kurz nach seinem Tod noch einmal als dankbar, als im Ortsteil Nickern eine Straße nach ihm benannt wurde.
Dittrich fand seine letzte Ruhe auf dem Friedhof Bühlau.